# Nobuaki Asano
Nobuaki Asano (浅野延秋?, Asano Nobuaki; Minami-Alps, 10 novembre 1901 – 1969) è stato un allenatore di pallacanestro giapponese.

## Carriera
Ha guidato il Giappone alle Olimpiadi del 1936.